# テムズ川の河川横断施設の一覧

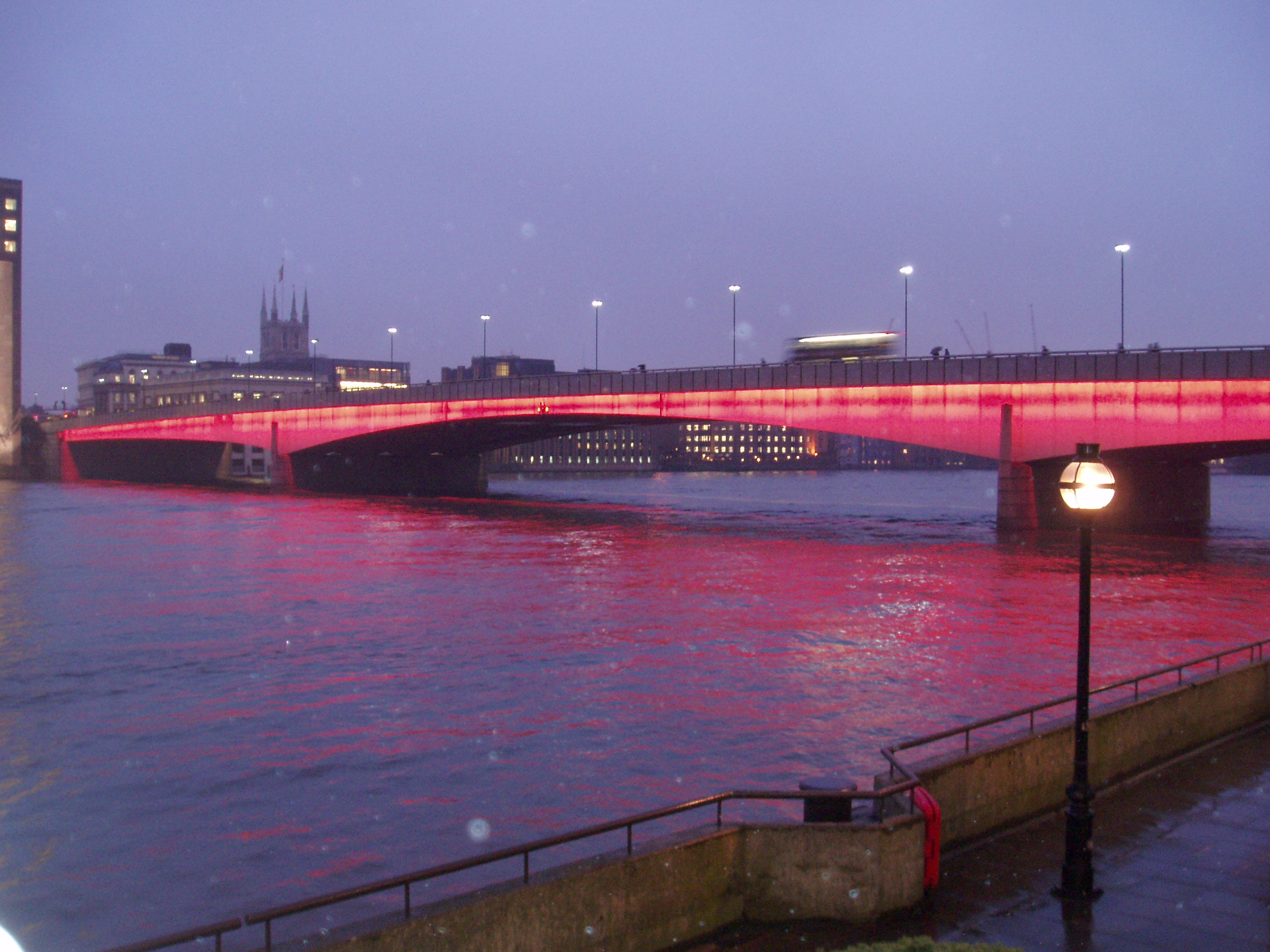
セントラルロンドンにあるロンドン橋

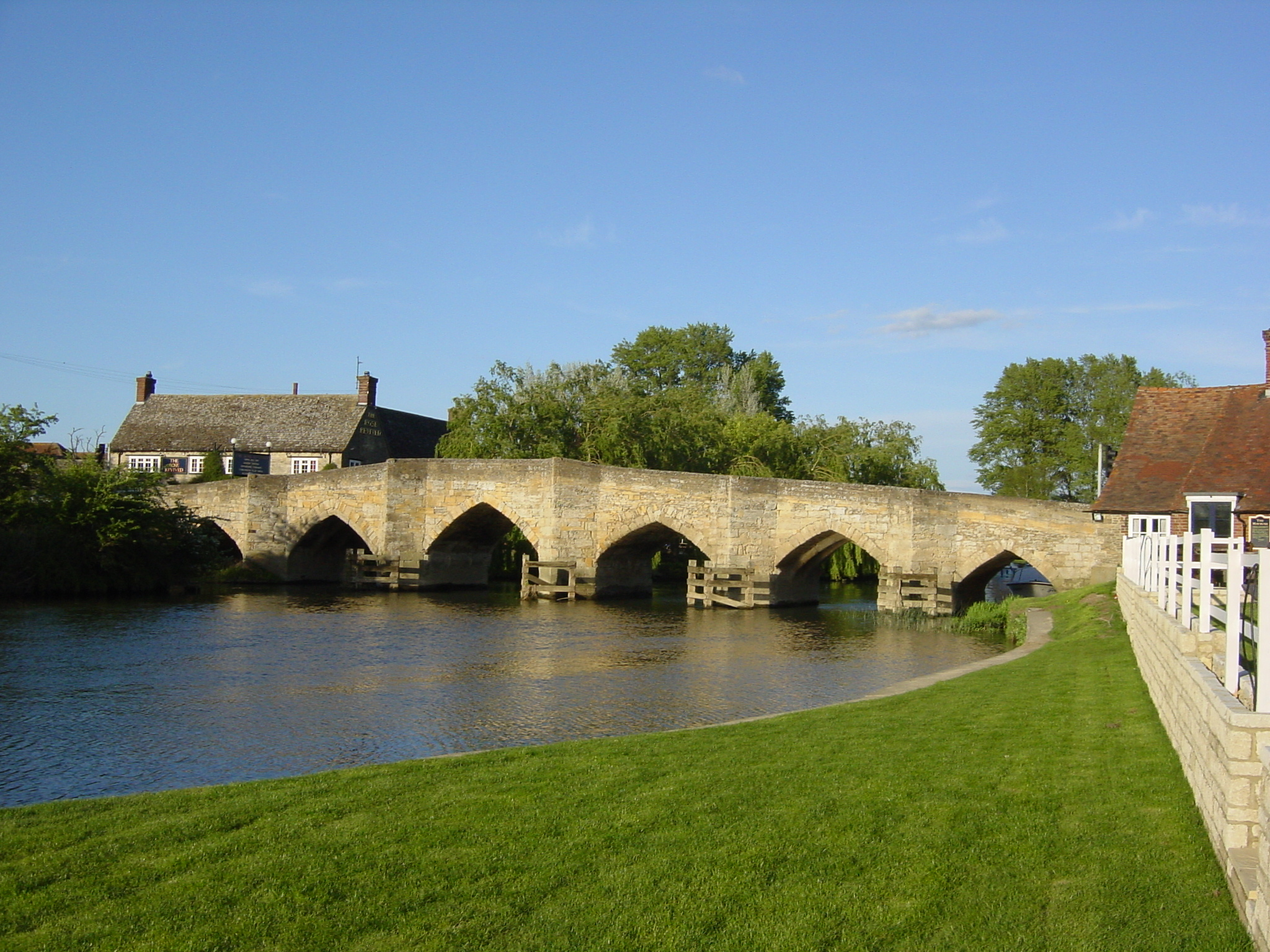
オックスフォードシャーのニューブリッジ

この一覧はテムズ川の河川横断施設をリストしたものである。200以上の橋、27のトンネル、6つの公共フェリー、索道（ロープウェイ）が一本、洗い越し(ford)が一箇所ある。本リストには歴史上存在した施設や建設予定の横断施設、各種横断施設に関する簡単な解説も含まれる。下流のエスチュアリから上流の水源に遡る順番で記述する。

## 北海からロンドン

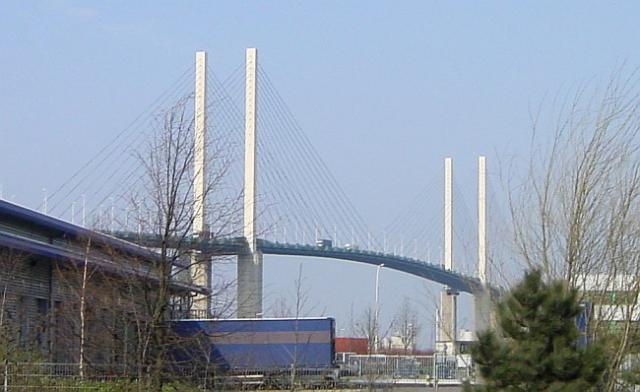
クイーンエリザベス二世橋

| 横断施設                                                          | 種類           | 座標                                                            | 開通時期   | 注                                                           |
| ----------------------------------------------------------------- | -------------- | --------------------------------------------------------------- | ---------- | ------------------------------------------------------------ |
| グレイヴズエンド＝ティルベリー・フェリー(Gravesend–Tilbury Ferry) | フェリー       | 北緯51度26分55秒 東経0度22分3秒 / 北緯51.44861度 東経0.36750度  | 1571年以前 |                                                              |
| ハイスピード1トンネル(High Speed 1 tunnels)                       | 鉄道用トンネル | 北緯51度27分46秒 東経0度17分37秒 / 北緯51.46278度 東経0.29361度 | 2007       | エセックス州ウェスト・サロックからケント州スワンズクームへ   |
| クイーンエリザベス二世橋(Queen Elizabeth II Bridge)               | 道路橋         | 北緯51度27分52秒 東経0度15分31秒 / 北緯51.46444度 東経0.25861度 | 1991       | 斜張橋であり、ダートフォード・クロッシングの南端             |
| ダートフォード・トンネル(Dartford Tunnels)                        | Road tunnels   | 北緯51度27分55秒 東経0度15分27秒 / 北緯51.46528度 東経0.25750度 | 1963、1980 | ダートフォード・クロッシングの北端                           |
| ダートフォード・ケーブル・トンネル(Dartford Cable Tunnel)         | 業務用トンネル | 北緯51度28分5秒 東経0度14分58秒 / 北緯51.46806度 東経0.24944度  | 2005       | 電気ケーブル用のトンネルで、許可のある者のみ入ることができる |

### 建設計画
ロウワー・テムズ・クロッシング(Lower Thames Crossing)がダートフォード・クロッシングの東に計画中であり、2009年4月に3つの計画が提案された。

## イーストロンドン

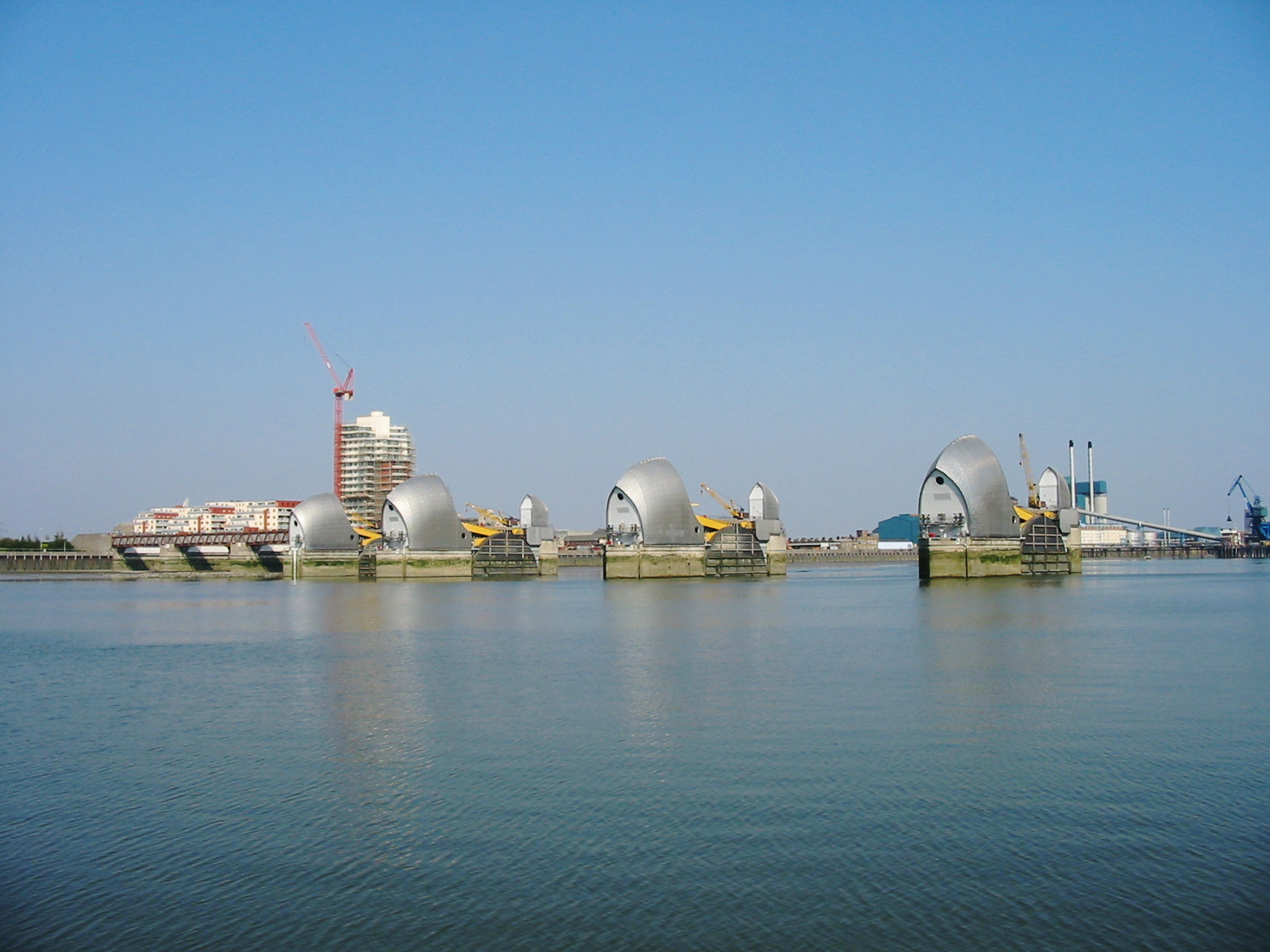
テムズ・バリアー
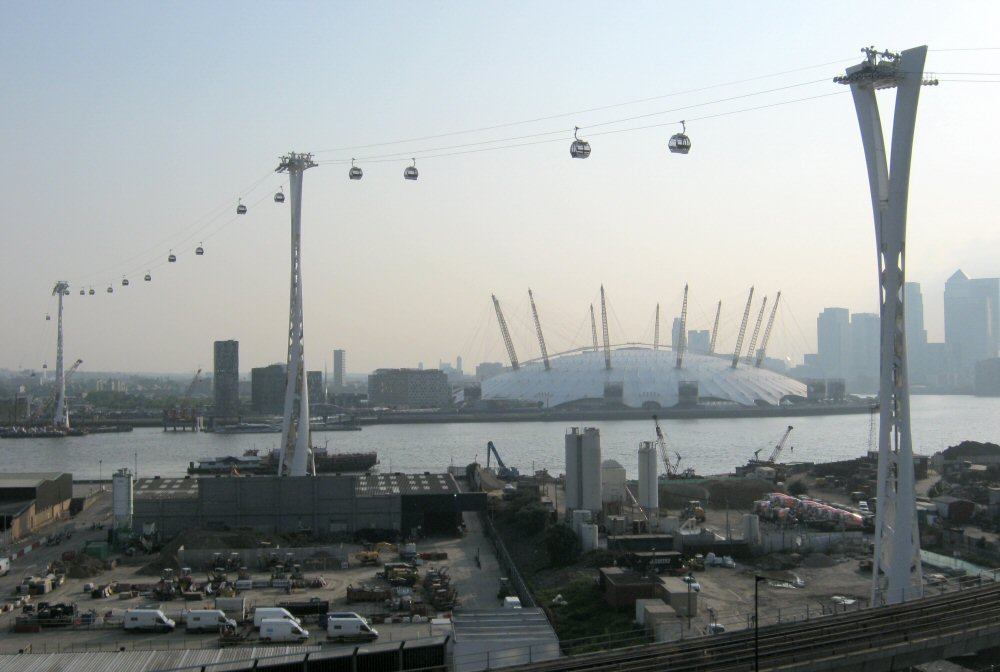
エミレーツ・エア・ライン
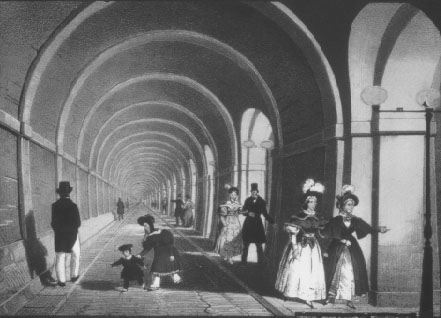
19世紀半ばのテムズトンネル

| 横断施設                                                                     | 種類                       | 座標                                                           | 開通時期 | 注 |
| ---------------------------------------------------------------------------- | -------------------------- | -------------------------------------------------------------- | -------- | --- |
| ドックランズ・ライト・レイルウェイ・トンネル(Docklands Light Railway tunnel) | 鉄道トンネル               | 北緯51度29分55秒 東経0度4分31秒 / 北緯51.49861度 東経0.07528度 | 2009     | キング・ジョージV駅とウーウィッチ・アーセナル駅の間 |
| ウーウィッチ・フット・トンネル(Woolwich foot tunnel)                         | 歩行者用トンネル           | 北緯51度29分47秒 東経0度3分45秒 / 北緯51.49639度 東経0.06250度 | 1912     | |
| ウーウィッチ・フリー・フェリー(Woolwich Free Ferry)                          | RO-RO船                    | 北緯51度29分47秒 東経0度3分44秒 / 北緯51.49639度 東経0.06222度 | 1889     | |
| テムズ・バリアー(Thames Barrier)                                             | 歩行者用トンネルつき防潮壁 | 北緯51度29分49秒 東経0度2分14秒 / 北緯51.49694度 東経0.03722度 | 1984     | 許可を受けた者のみ渡れるトンネル |
| エミレーツ・エア・ライン                                                     | 索道（ロープウェイ）       | 北緯51度30分05秒 東経0度0分45秒 / 北緯51.50139度 東経0.01250度 | 2012     | |
| ミレニアム・ドーム電気ケーブルトンネル                                       | 業務用トンネル             |                                                                | 1999     | 許可を受けた者のみ入れる |
| ジュビリー線トンネル                                                         | 鉄道トンネル               | 北緯51度30分17秒 東経0度0分31秒 / 北緯51.50472度 東経0.00861度 | 1999     | ノース・グリニッジ駅とカニング・タウン駅の間 |
| ブラックウォール・トンネル(Blackwall Tunnel)東側                             | 道路トンネル               | 北緯51度30分19秒 西経0度0分7秒 / 北緯51.50528度 西経0.00194度  | 1967     | 南方向に行く車両のみ |
| ブラックウォール・トンネル(Blackwall Tunnel)東側                             | 道路トンネル               | 北緯51度30分13秒 西経0度0分14秒 / 北緯51.50361度 西経0.00389度 | 1897     | 北方向に行く車両のみ |
| ジュビリー線トンネル                                                         | 鉄道トンネル               | 北緯51度30分1秒 西経0度0分19秒 / 北緯51.50028度 西経0.00528度  | 1999     | カナリー・ワーフ駅とノース・グリニッジ駅の間 |
| グリニッジ・フット・トンネル(Greenwich foot tunnel)                          | 歩行者用トンネル           | 北緯51度29分6秒 西経0度0分35秒 / 北緯51.48500度 西経0.00972度  | 1902     | |
| ドックランズ・ライト・レイルウェイ・トンネル(Docklands Light Railway tunnel) | 鉄道トンネル               | 北緯51度29分5秒 西経0度0分37秒 / 北緯51.48472度 西経0.01028度  | 1999     | アイランド・ガーデンズ駅とカティーサーク駅の間 |
| ジュビリー線トンネル                                                         | 鉄道トンネル               | 北緯51度30分2秒 西経0度1分48秒 / 北緯51.50056度 西経0.03000度  | 1999     | カナダ・ウォーター駅とカナリー・ワーフ駅の間 |
| カナリー・ワーフ-ロザーハイズ・フェリー (Canary Wharf - Rotherhithe Ferry)   | フェリー                   | 北緯51度30分19秒 西経0度1分47秒 / 北緯51.50528度 西経0.02972度 |          | |
| ロザーハイズ・トンネル(Rotherhithe Tunnel)                                   | 道路トンネル               | 北緯51度30分23秒 西経0度2分55秒 / 北緯51.50639度 西経0.04861度 | 1908     | それぞれ歩道がついた両方向への自動車道が一車線ずつ。もともとは馬車道として整備。歩行者、バイク、自転車は通行できるが、ガスとスピードのためできれば他の手段での通行がよい。 |
| テムズトンネル(Thames Tunnel)                                                | 鉄道トンネル               | 北緯51度30分11秒 西経0度3分16秒 / 北緯51.50306度 西経0.05444度 | 1843     | シールド工法を初めて適用した水底トンネル、ワッピングとロザーハイズをつなぐ。現在、ロンドン・オーバーグラウンドの一部。                                                     |

### 建設計画
- 新しい鉄道トンネルがプラムステッドとノース・ウーウィッチの間にクロスレールの一部として建設中である[2]。
- シルヴァータウン・トンネル(Silvertown Tunnel)がブラックウォール・トンネルの代替として計画中であり、グリニッジ半島とシルヴァータウン西部をつなぐ。
- ギャリオンズ・リーチ・フェリー(Gallions Reach Ferry)がウーウィッチ・フェリーにかわるフェリーとして計画中で、ベックトンテムズミードをつなぐ予定である[3]。
- ベルヴェデーレ・クロッシング(Belvedere Crossing)はロンドンのベルヴェデーレとレイナムの間をつなぐトンネル・橋として計画中である[3]。
- 歩行者・自転車用のロザーハイズとカナリー・ワーフをつなぐ橋であるロザーハイズ・クロッシングの計画がある。

## セントラルロンドン

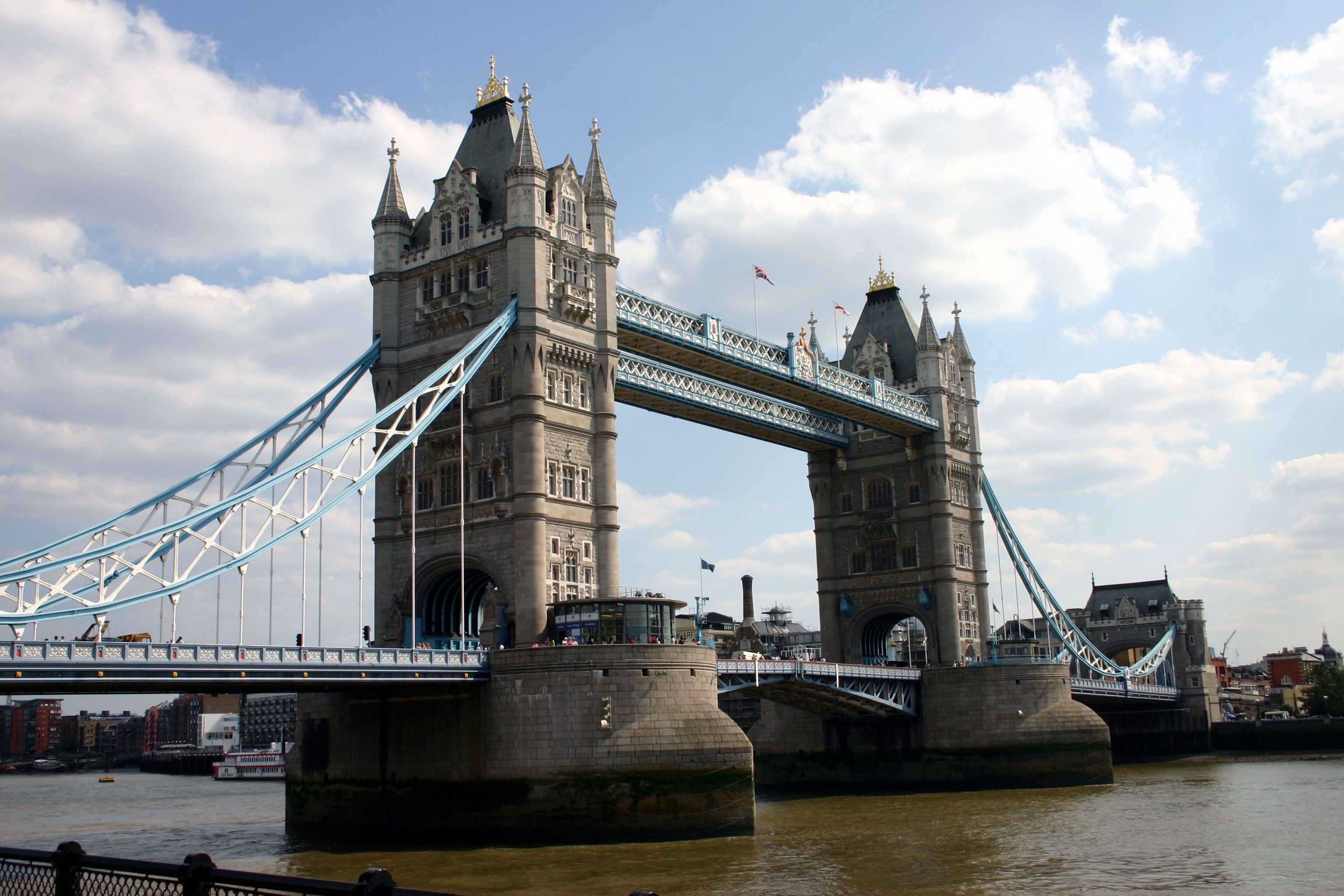
タワー・ブリッジ
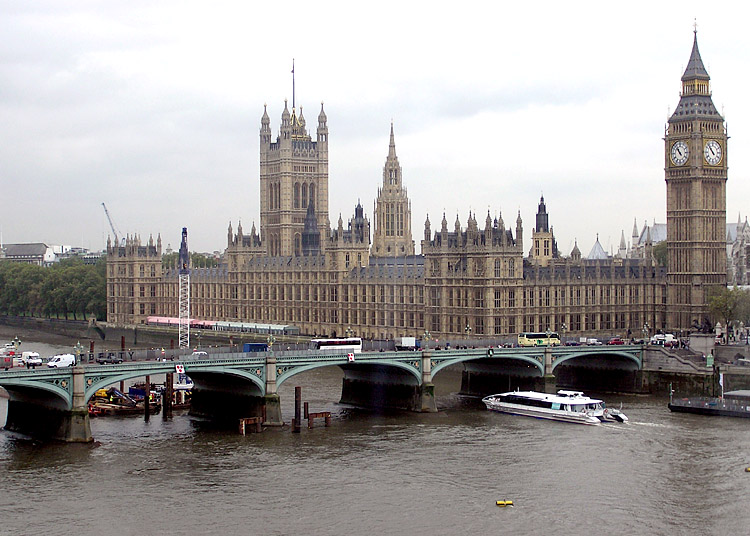
ウェストミンスター・ブリッジ
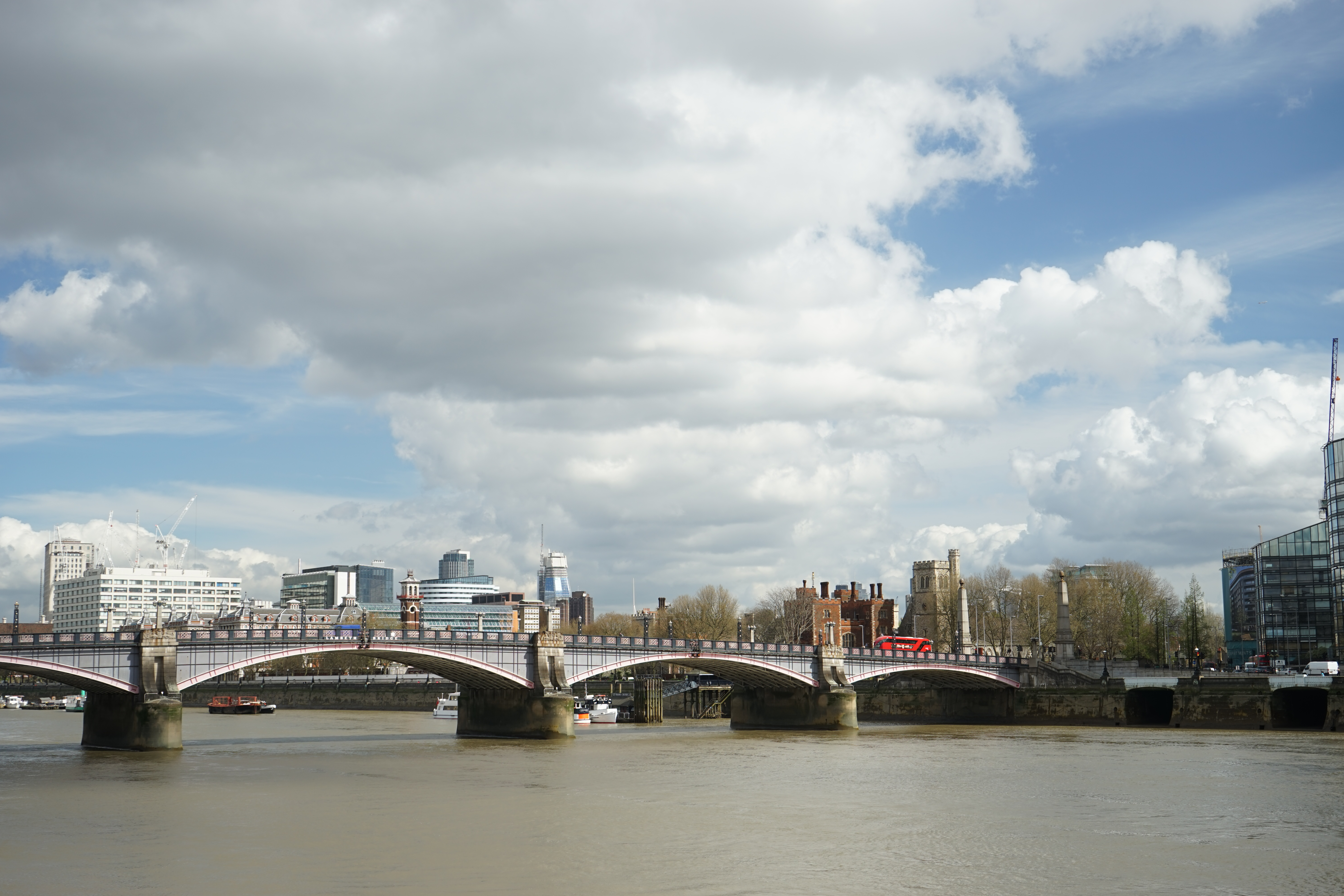
ランベス・ブリッジ

| 横断施設                                                      | 種類                   | 座標                                                           | 開通時期   | 注 |
| ------------------------------------------------------------- | ---------------------- | -------------------------------------------------------------- | ---------- | --- |
| タワー・ブリッジ                                              | 道路橋                 | 北緯51度30分20秒 西経0度4分32秒 / 北緯51.50556度 西経0.07556度 | 1894       | |
| タワー・サブウェイ(Tower Subway)                              | 業務用トンネル         | 北緯51度30分24秒 西経0度4分46秒 / 北緯51.50667度 西経0.07944度 | 1870       | かつては世界最古の地下鉄であり、現在は地下水道本管及び電話ケーブルのために使用されており、許可なしには入れない。                                           |
| ノーザン線 (シティ支線)トンネル                               | 鉄道トンネル           | 北緯51度30分28秒 西経0度5分13秒 / 北緯51.50778度 西経0.08694度 | 1900       | ロンドン・ブリッジ駅とバンク駅・モニュメント駅の間 |
| ロンドン橋                                                    | 道路橋                 | 北緯51度30分28秒 西経0度5分16秒 / 北緯51.50778度 西経0.08778度 | 1973       | このあたりに紀元50年頃から橋がかかっていたと考えられる。                                                                                                   |
| シティ・アンド・サウス・ロンドン鉄道トンネル                  | 廃止された鉄道トンネル | 北緯51度30分29秒 西経0度5分20秒 / 北緯51.50806度 西経0.08889度 | 1890       | もともとこの鉄道の河川横断施設はボロ駅とキング・ウィリアム・ストリート駅の間にあった。ノーザン線シティ支線のトンネルが開通したため、廃止された。           |
| キャノン・ストリート鉄道橋                                    | 鉄道橋                 | 北緯51度30分30秒 西経0度5分31秒 / 北緯51.50833度 西経0.09194度 | 1982       | |
| サザーク橋                                                    | 道路橋                 | 北緯51度30分32秒 西経0度5分39秒 / 北緯51.50889度 西経0.09417度 | 1921       | |
| ミレニアム・ブリッジ                                          | 歩行者用の橋           | 北緯51度30分35秒 西経0度5分55秒 / 北緯51.50972度 西経0.09861度 | 2000       | |
| ブラックフライアーズ鉄道橋                                    | 鉄道橋                 | 北緯51度30分35秒 西経0度6分12秒 / 北緯51.50972度 西経0.10333度 | 1886       | |
| ブラックフライアーズ・ブリッジ                                | 道路橋                 | 北緯51度30分35秒 西経0度6分16秒 / 北緯51.50972度 西経0.10444度 | 1869       | |
| ウォータールー&シティー線トンネル                             | 鉄道橋                 | 北緯51度30分35秒 西経0度6分20秒 / 北緯51.50972度 西経0.10556度 | 1898       | ウォータールー駅とバンク駅・モニュメント駅の間 |
| ウォータールー・ブリッジ                                      | 道路橋                 | 北緯51度30分31秒 西経0度7分1秒 / 北緯51.50861度 西経0.11694度  | 1945       | |
| ノーザン線 (チャリング・クロス支線)トンネル                   | 鉄道トンネル           | 北緯51度30分23秒 西経0度7分10秒 / 北緯51.50639度 西経0.11944度 | 1926       | ウォータールー駅とエンバンクメント駅の間 |
| ハンガーフォード橋とゴールデン・ジュビリー橋                  | 鉄道橋と歩行者用の橋   | 北緯51度30分22秒 西経0度7分13秒 / 北緯51.50611度 西経0.12028度 | 1864、2002 | 鉄道橋の脇に新しい歩行者用の橋 |
| ベーカールー線トンネル                                        | 鉄道トンネル           | 北緯51度30分24秒 西経0度7分11秒 / 北緯51.50667度 西経0.11972度 | 1906       | ウォータールー駅とエンバンクメント駅の間 |
| ジュビリー線トンネル                                          | 鉄道トンネル           | 北緯51度30分4秒 西経0度7分18秒 / 北緯51.50111度 西経0.12167度  | 1999       | ウォータールー駅とウェストミンスター駅の間 |
| ウェストミンスター・ブリッジ                                  | 道路橋                 | 北緯51度30分3秒 西経0度7分19秒 / 北緯51.50083度 西経0.12194度  | 1862       | |
| ランベス・ブリッジ                                            | 道路橋                 | 北緯51度29分40秒 西経0度7分21秒 / 北緯51.49444度 西経0.12250度 | 1932       | |
| ヴォクソール・ブリッジ                                        | 道路橋                 | 北緯51度29分15秒 西経0度7分37秒 / 北緯51.48750度 西経0.12694度 | 1906       | |
| ヴィクトリア線トンネル                                        | 道路橋                 | 北緯51度29分14秒 西経0度7分39秒 / 北緯51.48722度 西経0.12750度 | 1971       | ヴォクソール駅とピムリコ駅の間 |
| バターシー・スティーム・トンネル(Battersea steam tunnel)      | 業務用トンネル         | 北緯51度29分03秒 西経0度8分31秒 / 北緯51.48417度 西経0.14194度 | 20世紀     | バターシー発電所とピムリコの間にあり、2本の太いチューブが1本のトンネルに通っている。発電所が稼働していた時は蒸気が近くの土地をあたためるのに使われていた。 |
| バターシー・エグゾースト・トンネル(Battersea exhaust tunnels) | 業務用トンネル         | 北緯51度29分02秒 西経0度8分48秒 / 北緯51.48389度 西経0.14667度 | 20世紀     | バターシー発電所とヴィクトリアの間に2本のトンネルがあり、それぞれ「A」「B」という名前がついている。ラニラ・ガーデンズのほうにさらに分岐した「C」もある。   |
| グロヴナー橋                                                  | 鉄道橋                 | 北緯51度29分5秒 西経0度8分50秒 / 北緯51.48472度 西経0.14722度  | 1859       | ヴィクトリア鉄道橋とも呼ばれる。 |

### かつて存在した横断施設
- 第二次世界大戦中、少なくとも2本の「緊急テムズブリッジ」(Emergency Thames Bridges)が敵襲に備えて作られた。1本は1942年にヴィクトリア・エンバンクメントからロンドン・カウンティ・ホールまでのものであった[4]。この橋は1948年に破壊された[5]。2本めはミルバンク、テート・ブリテンの外に1942年に作られた[6]。この橋も1948年に破壊された[7]。

### 建設計画
- ウォータールーとブラックフライアーズ・ブリッジの間にガーデン・ブリッジ(Garden Bridge)という歩行者用橋を作る計画がある。
- ナイン・エルムズからピムリコの間に自転車と歩行者用の橋を作る計画がある[8]。

## 南西ロンドン

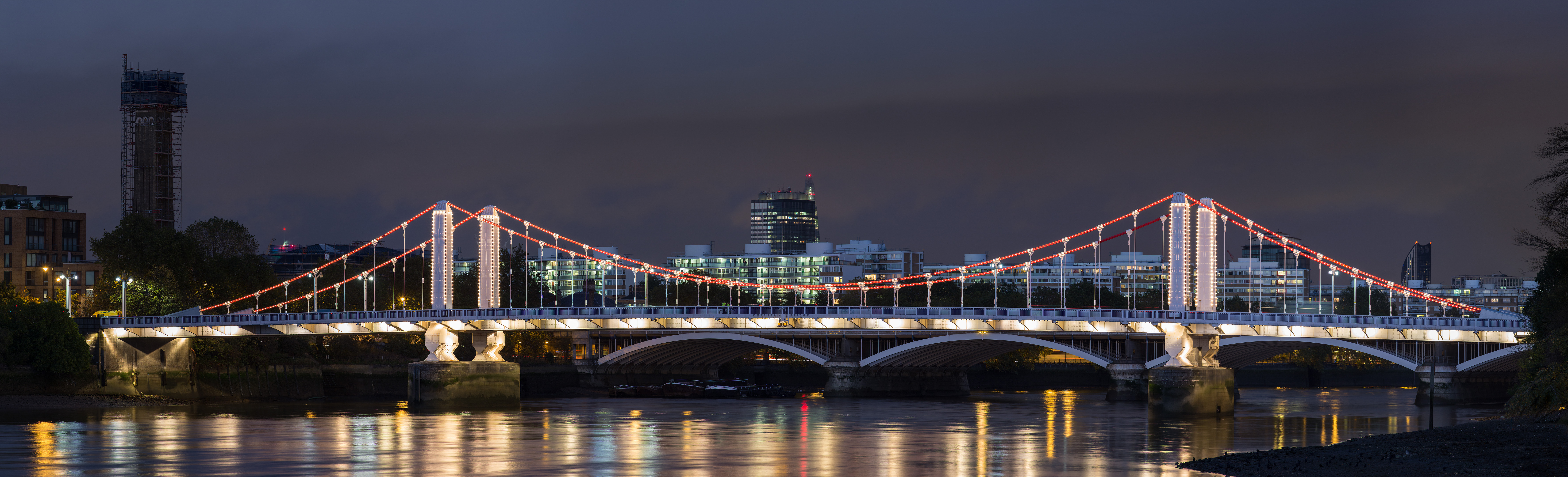
チェルシー・ブリッジ
アルバート・ブリッジ
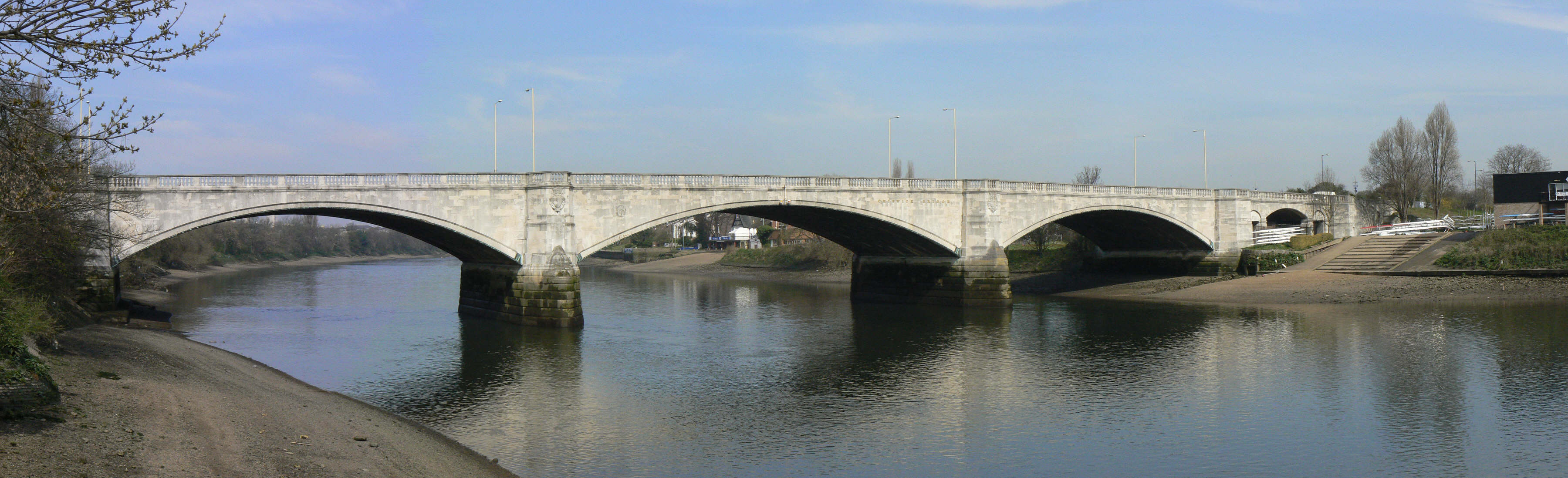
チジック・ブリッジ
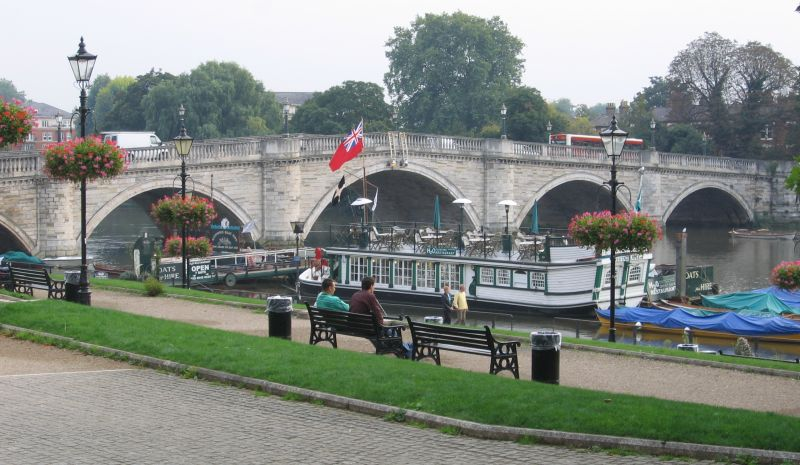
リッチモンド・ブリッジ

| 横断施設                                                       | 種類                     | 座標                                                            | 開通時期 | 注                                                                   |
| -------------------------------------------------------------- | ------------------------ | --------------------------------------------------------------- | -------- | -------------------------------------------------------------------- |
| チェルシー・ブリッジ(Chelsea Bridge)                           | 道路橋                   | 北緯51度29分4秒 西経0度8分59秒 / 北緯51.48444度 西経0.14972度   | 1937     |                                                                      |
| アルバート・ブリッジ(Albert Bridge)                            | 道路橋                   | 北緯51度28分56秒 西経0度10分0秒 / 北緯51.48222度 西経0.16667度  | 1873     |                                                                      |
| バターシー・ブリッジ(Battersea Bridge)                         | 道路橋                   | 北緯51度28分52秒 西経0度10分21秒 / 北緯51.48111度 西経0.17250度 | 1890     | 1771年にできた古い橋にかわって作られたものである。                   |
| バターシー鉄道橋(Battersea Railway Bridge)                     | 鉄道橋                   | 北緯51度28分23秒 西経0度10分45秒 / 北緯51.47306度 西経0.17917度 | 1863     | ウェストロンドン線の橋で、クレモーン・ブリッジとも呼ばれる。         |
| ワンズワース・ブリッジ(Wandsworth Bridge)                      | 道路橋                   | 北緯51度27分54秒 西経0度11分16秒 / 北緯51.46500度 西経0.18778度 | 1938     |                                                                      |
| フラム鉄道橋(Fulham Railway Bridge)                            | 鉄道と歩行者用の橋       | 北緯51度27分57秒 西経0度12分35秒 / 北緯51.46583度 西経0.20972度 | 1889     |                                                                      |
| パトニー・ブリッジ(Putney Bridge)                              | 道路橋                   | 北緯51度28分1秒 西経0度12分46秒 / 北緯51.46694度 西経0.21278度  | 1886     | フラム・ブリッジと呼ばれる1729年にできた古い橋にかわって作られた。   |
| ハマースミス・ブリッジ(Hammersmith Bridge)                     | 道路橋                   | 北緯51度29分18秒 西経0度13分49秒 / 北緯51.48833度 西経0.23028度 | 1887     |                                                                      |
| バーンズ鉄道橋(Barnes Railway Bridge)                          | 鉄道と歩行者用の橋       | 北緯51度28分22秒 西経0度15分14秒 / 北緯51.47278度 西経0.25389度 | 1849     |                                                                      |
| チジック・ブリッジ(Chiswick Bridge)                            | 道路橋                   | 北緯51度28分23秒 西経0度16分11秒 / 北緯51.47306度 西経0.26972度 | 1933     |                                                                      |
| キュー鉄道橋(Kew Railway Bridge)                               | 鉄道橋                   | 北緯51度29分3秒 西経0度16分45秒 / 北緯51.48417度 西経0.27917度  | 1869     |                                                                      |
| キュー・ブリッジ(Kew Bridge)                                   | 道路橋                   | 北緯51度29分14秒 西経0度17分15秒 / 北緯51.48722度 西経0.28750度 | 1903     |                                                                      |
| リッチモンド閘門とフットブリッジ(Richmond Lock and Footbridge) | 歩行者用の橋がついた閘門 | 北緯51度27分44秒 西経0度19分2秒 / 北緯51.46222度 西経0.31722度  | 1894     |                                                                      |
| トウィッケナム・ブリッジ(Twickenham Bridge)                    | 道路橋                   | 北緯51度27分38秒 西経0度18分51秒 / 北緯51.46056度 西経0.31417度 | 1933     |                                                                      |
| リッチモンド鉄道橋(Richmond Railway Bridge)                    | 鉄道橋                   | 北緯51度27分36秒 西経0度18分49秒 / 北緯51.46000度 西経0.31361度 | 1848     |                                                                      |
| リッチモンド・ブリッジ(Richmond Bridge)                        | 道路橋                   | 北緯51度27分27秒 西経0度18分25秒 / 北緯51.45750度 西経0.30694度 | 1777     |                                                                      |
| ハマートン・フェリー(Hammerton's Ferry)                        | フェリー                 | 北緯51度26分48秒 西経0度18分51秒 / 北緯51.44667度 西経0.31417度 | 1909     | トウィッケナムのマーブル・ヒル・ハウスからハムにあるハム・ハウスまで |
| テディントン閘門フットブリッジ(Teddington Lock Footbridge)     | 歩行者用の橋             | 北緯51度25分49秒 西経0度19分19秒 / 北緯51.43028度 西経0.32194度 | 1889     |                                                                      |
| キングストン鉄道橋(Kingston Railway Bridge)                    | 鉄道橋                   | 北緯51度24分49秒 西経0度18分30秒 / 北緯51.41361度 西経0.30833度 | 1863     |                                                                      |
| キングストン・ブリッジ(Kingston Bridge)                        | 道路橋                   | 北緯51度24分40秒 西経0度18分33秒 / 北緯51.41111度 西経0.30917度 | 1828     |                                                                      |
| ハンプトン・コート・ブリッジ(Hampton Court Bridge)             | 道路橋                   | 北緯51度24分13秒 西経0度20分33秒 / 北緯51.40361度 西経0.34250度 | 1933     | ハンプトン・コート宮殿からイースト・モールジーまで                   |
| ハンプトン・フェリー(Hampton Ferry)                            | フェリー                 | 北緯51度24分43秒 西経0度21分45秒 / 北緯51.41194度 西経0.36250度 | 1519     | ハンプトンからイースト・モールジーのハースと・パークまで             |

### 建設計画
- バターシー鉄道橋の脇に歩行者用の橋であるダイヤモンド・ジュビリー・フットブリッジ(Diamond Jubilee Footbridge)を作る計画があり、2013年に建設計画許可が出た。

## サリーからウィンザー

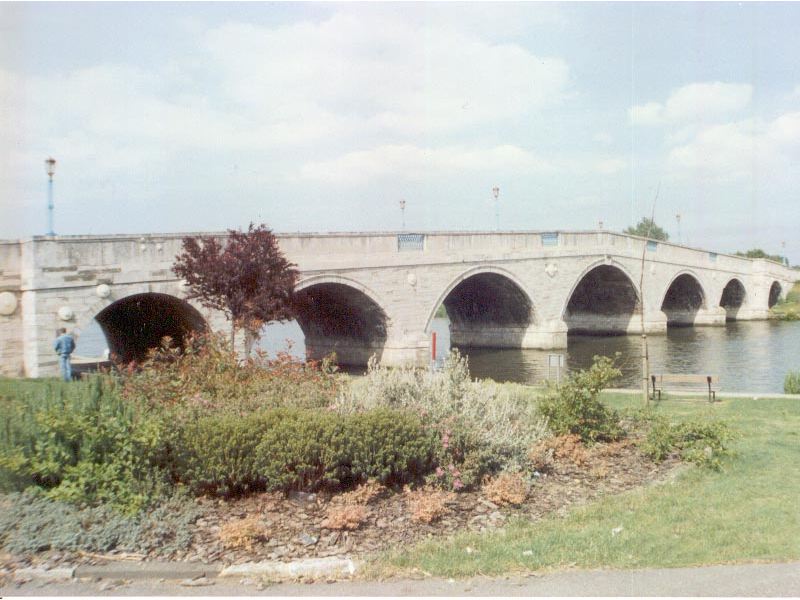
チャートシー・ブリッジ

| 横断施設                                                             | 種類                   | 座標                                                            | 開通時期 | 注                                                               |
| -------------------------------------------------------------------- | ---------------------- | --------------------------------------------------------------- | -------- | ---------------------------------------------------------------- |
| ウォルトン・ブリッジ(Walton Bridge)                                  | 道路橋                 | 北緯51度23分15秒 西経0度25分53秒 / 北緯51.38750度 西経0.43139度 | 2013     |                                                                  |
| シェパートン-ウェイブリッジ・フェリ－(Shepperton to Weybridge Ferry) | フェリー               | 北緯51度22分56秒 西経0度27分25秒 / 北緯51.38222度 西経0.45694度 | 16世紀   |                                                                  |
| チャートシー・ブリッジ(Chertsey Bridge)                              | 道路橋                 | 北緯51度23分20秒 西経0度29分11秒 / 北緯51.38889度 西経0.48639度 | 1785     |                                                                  |
| M3チャートシー・ブリッジ(M3 Chertsey Bridge)                         | 道路橋                 | 北緯51度23分39秒 西経0度29分11秒 / 北緯51.39417度 西経0.48639度 | 1971     | M3高速道路上                                                     |
| ステインズ鉄道橋(Staines Railway Bridge)                             | 鉄道橋                 | 北緯51度25分50秒 西経0度30分40秒 / 北緯51.43056度 西経0.51111度 | 1856     | サウスウェスタン鉄道によって建築、ウォータールー-レディング線    |
| ステインズ・ブリッジ(Staines Bridge)                                 | 道路橋                 | 北緯51度26分0秒 西経0度31分1秒 / 北緯51.43333度 西経0.51694度   | 1832     | 遅くとも1228年頃にはこの近くに橋があった。                       |
| M25ラニーミード・ブリッジ(M25 Runnymede Bridge)                      | 道路橋                 | 北緯51度26分0秒 西経0度31分1秒 / 北緯51.43333度 西経0.51694度   | 1961     | M25高速道路上で、橋の古い部分はA30。1983年と2005年に拡張された。 |
| アルバート・ブリッジ(Albert Bridge)                                  | 道路橋                 | 北緯51度28分16秒 西経0度35分4秒 / 北緯51.47111度 西経0.58444度  | 1928     |                                                                  |
| ヴィクトリア・ブリッジ(Victoria Bridge)                              | 道路橋                 | 北緯51度29分16秒 西経0度35分29秒 / 北緯51.48778度 西経0.59139度 | 1967     | 1851年に建った橋を建て替えたもの。                               |
| ブラック・ポッツ鉄道橋(Black Potts Railway Bridge)                   | 鉄道橋                 | 北緯51度29分33秒 西経0度35分50秒 / 北緯51.49250度 西経0.59722度 | 1850     |                                                                  |
| ウィンザー・ブリッジ(Windsor Bridge)                                 | 歩行者及び自転車用の橋 | 北緯51度29分9秒 西経0度36分30秒 / 北緯51.48583度 西経0.60833度  | 1850     | かつては道路橋であった。                                         |
| ウィンザー鉄道橋(Windsor Railway Bridge)                             | 鉄道橋                 | 北緯51度29分13秒 西経0度37分5秒 / 北緯51.48694度 西経0.61806度  | 1849     |                                                                  |
| クイーン・エリザベス・ブリッジ(Queen Elizabeth Bridge)               | 道路橋                 | 北緯51度29分13秒 西経0度37分22秒 / 北緯51.48694度 西経0.62278度 | 1966     |                                                                  |

### かつて存在した横断施設
- ダチェット・ブリッジ(Datchet Bridge)は1707年に建てられ、1848年に取り壊された。
- ウォルトン・ブリッジ(Walton Bridge)は2013年に開通し、1953年と1999年に建築された古い橋がその際に廃止された[9]。

## ウィンザーからレディング

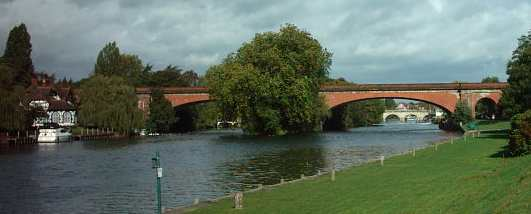
メイドンヘッド・レイルウェイ・ブリッジ
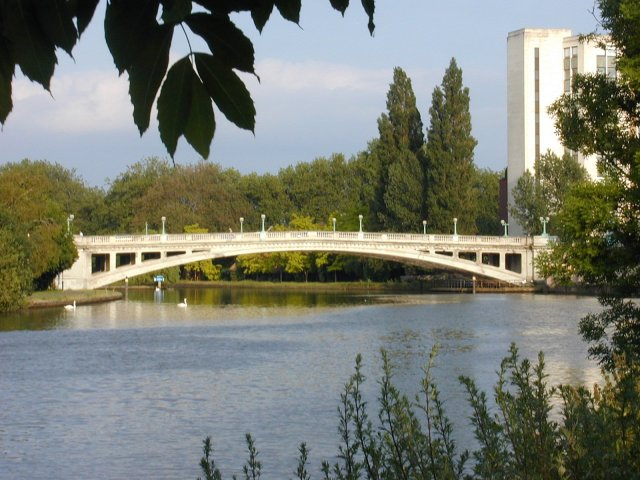
レディング・ブリッジ

| 横断施設                                                                                            | 種類                 | 座標                                                            | 開通時期         | 注                                                   |
| --------------------------------------------------------------------------------------------------- | -------------------- | --------------------------------------------------------------- | ---------------- | ---------------------------------------------------- |
| サマーリーズ・フットブリッジ(Summerleaze Footbridge)                                                | 歩行者用の橋         | 北緯51度29分59秒 西経0度40分54秒 / 北緯51.49972度 西経0.68167度 | 1992             |                                                      |
| M4テムズ・ブリッジ(M4 Thames Bridge)                                                                | 道路橋               | 北緯51度30分25秒 西経0度41分10秒 / 北緯51.50694度 西経0.68611度 | 1961             | M4高速道路上で、歩道を含む。                         |
| メイドンヘッド鉄道橋(Maidenhead Railway Bridge)                                                     | 鉄道橋               | 北緯51度31分16秒 西経0度42分6秒 / 北緯51.52111度 西経0.70167度  | 1838             | グレート・ウェスタン本線を渡す。                     |
| メイドンヘッド・ブリッジ(Maidenhead Bridge)                                                         | 道路橋               | 北緯51度31分25秒 西経0度42分7秒 / 北緯51.52361度 西経0.70194度  | 1777             | 1280年にはこのあたりに橋があったという記録がある。   |
| クッカム・ブリッジ(Cookham Bridge)                                                                  | 道路橋               | 北緯51度33分44秒 西経0度42分22秒 / 北緯51.56222度 西経0.70611度 | 1867             |                                                      |
| ボーン・エンド鉄道橋(Bourne End Railway Bridge)                                                     | 鉄道と歩行者用の橋   | 北緯51度34分30秒 西経0度42分51秒 / 北緯51.57500度 西経0.71417度 | 1895             |                                                      |
| マーロウ・バイパス・ブリッジ(Marlow By-pass Bridge)                                                 | 道路橋               | 北緯51度33分58秒 西経0度45分43秒 / 北緯51.56611度 西経0.76194度 | 1972             |                                                      |
| マーロウ橋(Marlow Bridge)                                                                           | 道路橋               | 北緯51度34分2秒 西経0度46分23秒 / 北緯51.56722度 西経0.77306度  | 1832             | 1530年からあった橋を建て替えた。                     |
| テンプル・フットブリッジ(Temple Footbridge)                                                         | 歩行者用の橋         | 北緯51度33分5秒 西経0度47分49秒 / 北緯51.55139度 西経0.79694度  | 1989             |                                                      |
| ハンブルドン閘門(Hambledon Lock)                                                                    | 閘門と歩行者用の橋   | 北緯51度33分34秒 西経0度52分19秒 / 北緯51.55944度 西経0.87194度 | 1884             |                                                      |
| ヘンリー・ブリッジ(Henley Bridge)                                                                   | 道路橋               | 北緯51度32分15秒 西経0度54分1秒 / 北緯51.53750度 西経0.90028度  | 1786             | 1232年にはここに既に古い橋があった。                 |
| シップレイク鉄道橋(Shiplake Railway Bridge)                                                         | 鉄道橋               | 北緯51度30分7秒 西経0度52分41秒 / 北緯51.50194度 西経0.87806度  | 1897             |                                                      |
| ソニング・ブリッジ(Sonning Bridge)とソニング・バックウォーター・ブリッジ(Sonning Backwater Bridges) | 道路橋               | 北緯51度28分34秒 西経0度54分54秒 / 北緯51.47611度 西経0.91500度 | 1775年頃、1986年 | 1125年、1530年に既に橋があった。                     |
| キャヴァシャム閘門(Caversham Lock)                                                                  | 閘門と歩行者用の橋   | 北緯51度27分40秒 西経0度57分54秒 / 北緯51.46111度 西経0.96500度 | 1875             |                                                      |
| レディング・ブリッジ(Reading Bridge)                                                                | 道路橋               | 北緯51度27分39秒 西経0度58分4秒 / 北緯51.46083度 西経0.96778度  | 1923             |                                                      |
| レディング歩行者自転車橋(Reading Pedestrian and Cycle Bridge)                                       | 歩行者と自転車用の橋 | 北緯51度27分45秒 西経0度58分14秒 / 北緯51.46250度 西経0.97056度 | 2015             | 公式にはまだ名前がつけられておらず、コンペ中である。 |
| キャヴァシャム・ブリッジ(Caversham Bridge)                                                          | 道路橋               | 北緯51度27分57秒 西経0度58分38秒 / 北緯51.46583度 西経0.97722度 | 1926             | 最も古い橋の記録は1231年である。                     |

## レディングからオックスフォード

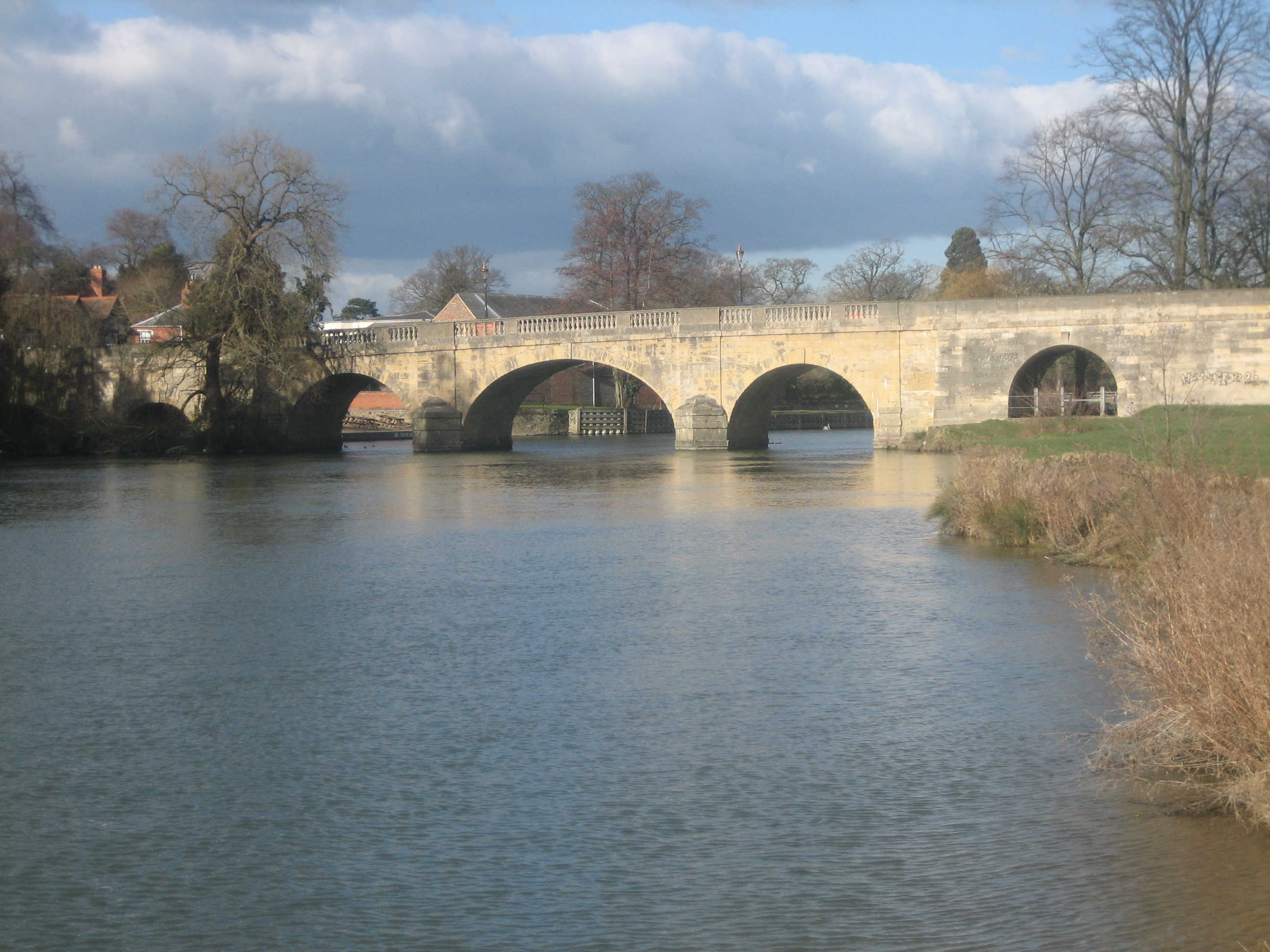
ウォリングフォード・ブリッジ
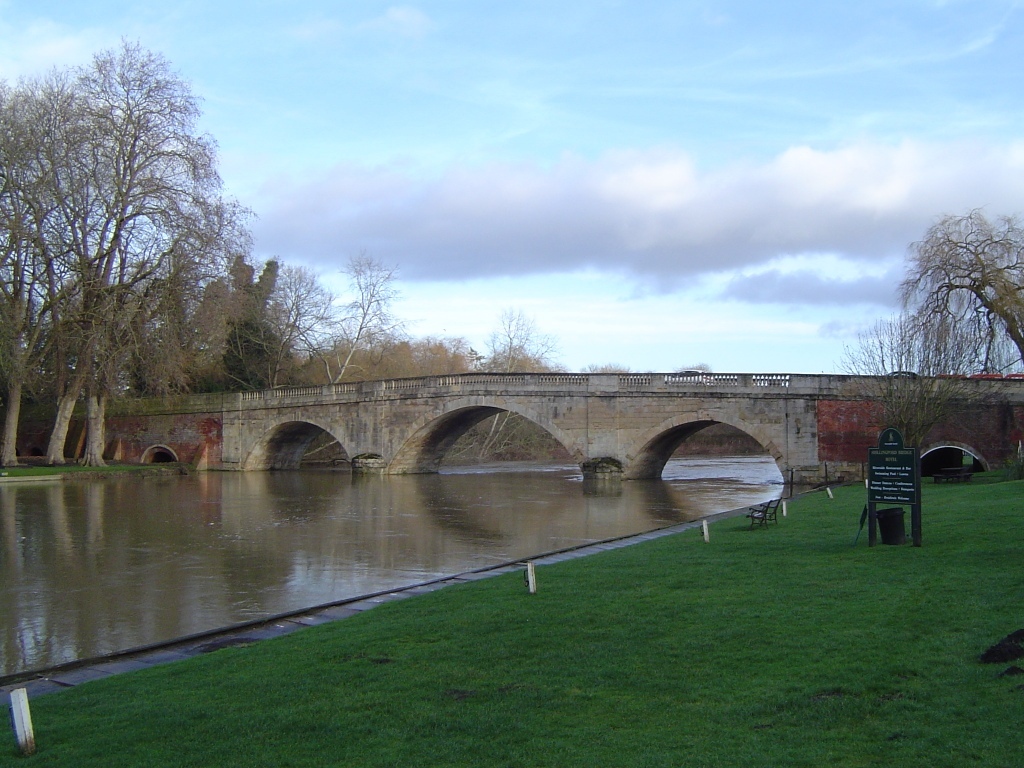
シリングフォード・ブリッジ
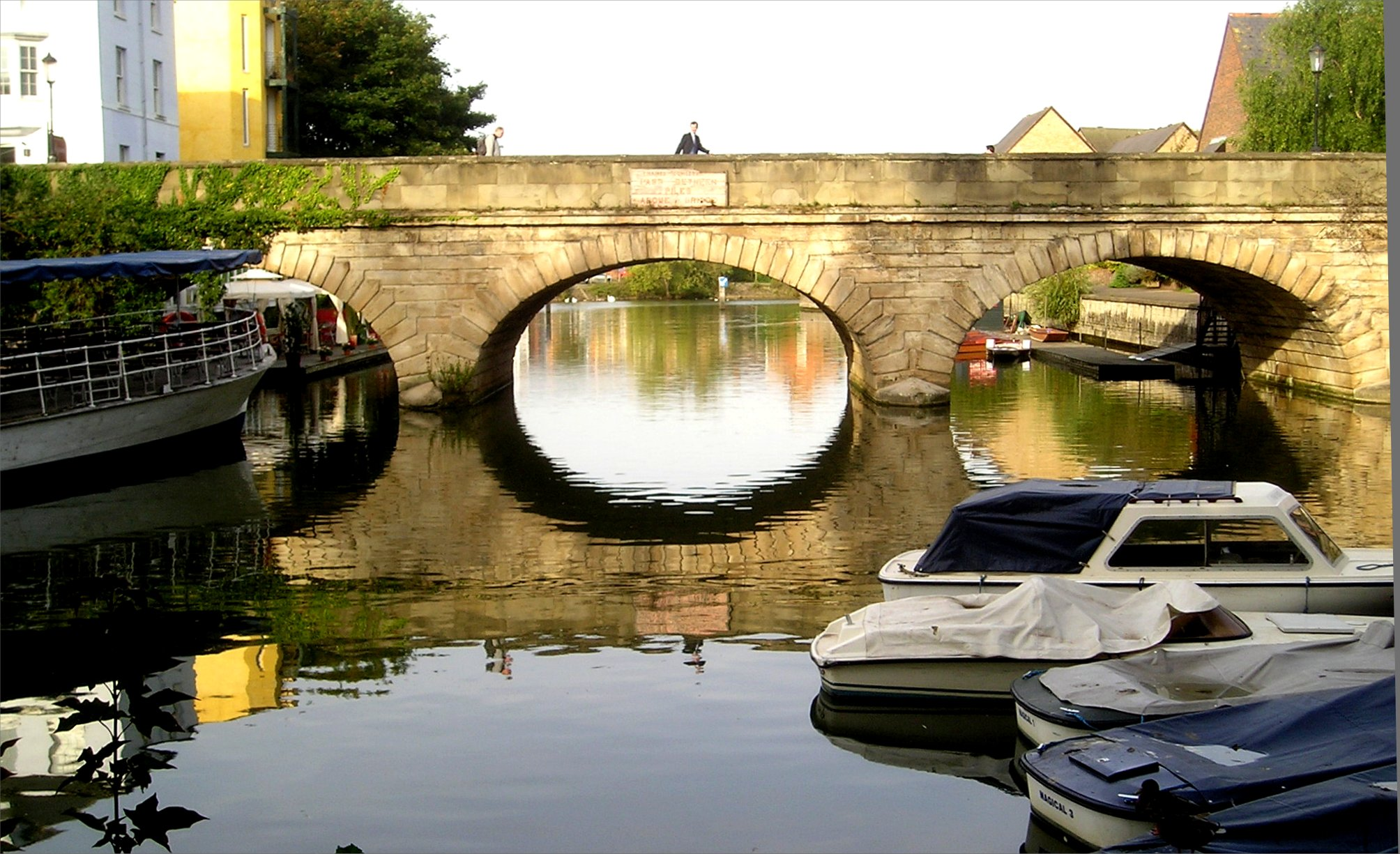
オクスフォードのフォリー・ブリッジ

| 横断施設                                                                  | 種類                             | 座標                                                            | 開通時期       | 注                                                                                     |
| ------------------------------------------------------------------------- | -------------------------------- | --------------------------------------------------------------- | -------------- | -------------------------------------------------------------------------------------- |
| レディング・フェスティバル・ブリッジ(Reading Festival Bridge)             | 時期を限って設置される歩行者用橋 | 北緯51度28分2秒 西経1度0分43秒 / 北緯51.46722度 西経1.01194度   | 2008           | レディング・フェスティバル期間中に設置される橋                                         |
| ウィットチャーチ・ブリッジ(Whitchurch Bridge)                             | 道路橋                           | 北緯51度29分13秒 西経1度5分6秒 / 北緯51.48694度 西経1.08500度   | 1902           | 有料橋                                                                                 |
| ゲイトハンプトン鉄道橋(Gatehampton Railway Bridge)                        | 鉄道橋                           | 北緯51度30分42秒 西経1度7分40秒 / 北緯51.51167度 西経1.12778度  | 1838           |                                                                                        |
| ゴーリング・アンド・ストリートリー・ブリッジ(Goring and Streatley Bridge) | 道路橋                           | 北緯51度31分23秒 西経1度8分33秒 / 北緯51.52306度 西経1.14250度  | 1923           |                                                                                        |
| モールスフォード鉄道橋(Moulsford Railway Bridge)                          | 鉄道橋                           | 北緯51度33分29秒 西経1度8分33秒 / 北緯51.55806度 西経1.14250度  | 1838           |                                                                                        |
| ウィンターブルック・ブリッジ(Winterbrook Bridge)                          | 道路橋                           | 北緯51度35分18秒 西経1度7分25秒 / 北緯51.58833度 西経1.12361度  | 1993           |                                                                                        |
| ウォリングフォード・ブリッジ(Wallingford Bridge)                          | 道路橋                           | 北緯51度36分3秒 西経1度7分14秒 / 北緯51.60083度 西経1.12056度   | 1809           | 1141年には橋があったという記録がある。                                                 |
| ベンソン閘門橋(Benson Lock bridge)                                        | 閘門と歩行者用橋                 | 北緯51度36分59秒 西経1度6分55秒 / 北緯51.61639度 西経1.11528度  |                |                                                                                        |
| シリングフォード・ブリッジ(Shillingford Bridge)                           | 道路橋                           | 北緯51度37分27秒 西経1度8分22秒 / 北緯51.62417度 西経1.13944度  | 1827           | 1763年に建てられた橋の建て替え                                                         |
| リトル・ウィッテナム・ブリッジ(Little Wittenham Bridge)                   | 歩行者用橋                       | 北緯51度38分14秒 西経1度10分49秒 / 北緯51.63722度 西経1.18028度 | 1870           |                                                                                        |
| デイズ閘門橋(Day's Lock bridges)                                          | 歩行者用橋                       | 北緯51度38分19秒 西経1度10分47秒 / 北緯51.63861度 西経1.17972度 |                |                                                                                        |
| クリフトン・ハンプデン・ブリッジ(Clifton Hampden Bridge)                  | 道路橋                           | 北緯51度39分16秒 西経1度12分38秒 / 北緯51.65444度 西経1.21056度 | 1867           |                                                                                        |
| アップルフォード鉄道橋(Appleford Railway Bridge)                          | 鉄道橋                           | 北緯51度38分38秒 西経1度14分25秒 / 北緯51.64389度 西経1.24028度 | 1929           |                                                                                        |
| サットン・ブリッジ(Sutton Bridge)                                         | 道路橋                           | 北緯51度38分59秒 西経1度15分56秒 / 北緯51.64972度 西経1.26556度 | 1807           |                                                                                        |
| サットン・プールズ(Sutton Pools)のフットブリッジ                          | 歩行者用橋                       | 北緯51度38分45秒 西経1度16分24秒 / 北緯51.64583度 西経1.27333度 |                | 4つの島をつなぐ                                                                        |
| カラム閘門橋(Culham Lock bridges)                                         | 歩行者用橋                       | 北緯51度38分58秒 西経1度16分24秒 / 北緯51.64944度 西経1.27333度 |                | カラム・カットの堰をわたる橋で、カラム閘門の西にある。南にいくと別の橋で本流を渡れる。 |
| アビンドン・ブリッジ(Abingdon Bridge)                                     | 道路橋                           | 北緯51度40分7秒 西経1度16分46秒 / 北緯51.66861度 西経1.27944度  | 1416           |                                                                                        |
| アビンドン閘門(Abingdon Lock)                                             | 閘門と歩行者用の橋               | 北緯51度40分15秒 西経1度16分11秒 / 北緯51.67083度 西経1.26972度 |                |                                                                                        |
| ナンハム鉄道橋(Nuneham Railway Bridge)                                    | 鉄道橋                           | 北緯51度40分9秒 西経1度14分27秒 / 北緯51.66917度 西経1.24083度  | 1929           |                                                                                        |
| サンフォード閘門(Sandford Lock)                                           | 閘門と歩行者用橋                 | 北緯51度42分30秒 西経1度13分58秒 / 北緯51.70833度 西経1.23278度 |                |                                                                                        |
| ケニントン鉄道橋(Kennington Railway Bridge)                               | 鉄道橋                           | 北緯51度43分16秒 西経1度14分32秒 / 北緯51.72111度 西経1.24222度 | 1923           |                                                                                        |
| アイシス・ブリッジ(Isis Bridge)                                           | 道路橋                           | 北緯51度43分30秒 西経1度14分29秒 / 北緯51.72500度 西経1.24139度 | 1962           |                                                                                        |
| イフリー閘門(Iffley Lock)                                                 | 閘門と歩行者用橋                 | 北緯51度43分46秒 西経1度14分24秒 / 北緯51.72944度 西経1.24000度 |                |                                                                                        |
| ドニントン・ブリッジ(Donnington Bridge)                                   | 道路橋                           | 北緯51度44分8秒 西経1度14分31秒 / 北緯51.73556度 西経1.24194度  | 1962           |                                                                                        |
| フォリー・ブリッジ(Folly Bridge)                                          | 道路橋                           | 北緯51度44分46秒 西経1度15分23秒 / 北緯51.74611度 西経1.25639度 | 1827           | 1085年に石の橋ができた。                                                               |
| グランドポント・ブリッジ(Grandpont Bridge)                                | 歩行者用の橋                     | 北緯51度44分49秒 西経1度15分39秒 / 北緯51.74694度 西経1.26083度 | 1930s          |                                                                                        |
| ガスワークス・ブリッジ(Gasworks Bridge)                                   | 歩行者用の橋                     | 北緯51度44分46秒 西経1度15分49秒 / 北緯51.74611度 西経1.26361度 | 1882           |                                                                                        |
| オーズニー鉄道橋(Osney Rail Bridge)                                       | 鉄道橋                           | 北緯51度44分49秒 西経1度16分1秒 / 北緯51.74694度 西経1.26694度  | 1850年、1887年 | 2本の隣接した橋                                                                        |
| オーズニー・ブリッジ(Osney Bridge)                                        | 道路橋                           | 北緯51度45分9秒 西経1度16分21秒 / 北緯51.75250度 西経1.27250度  | 1885           |                                                                                        |

## オックスフォードからクリックレイド

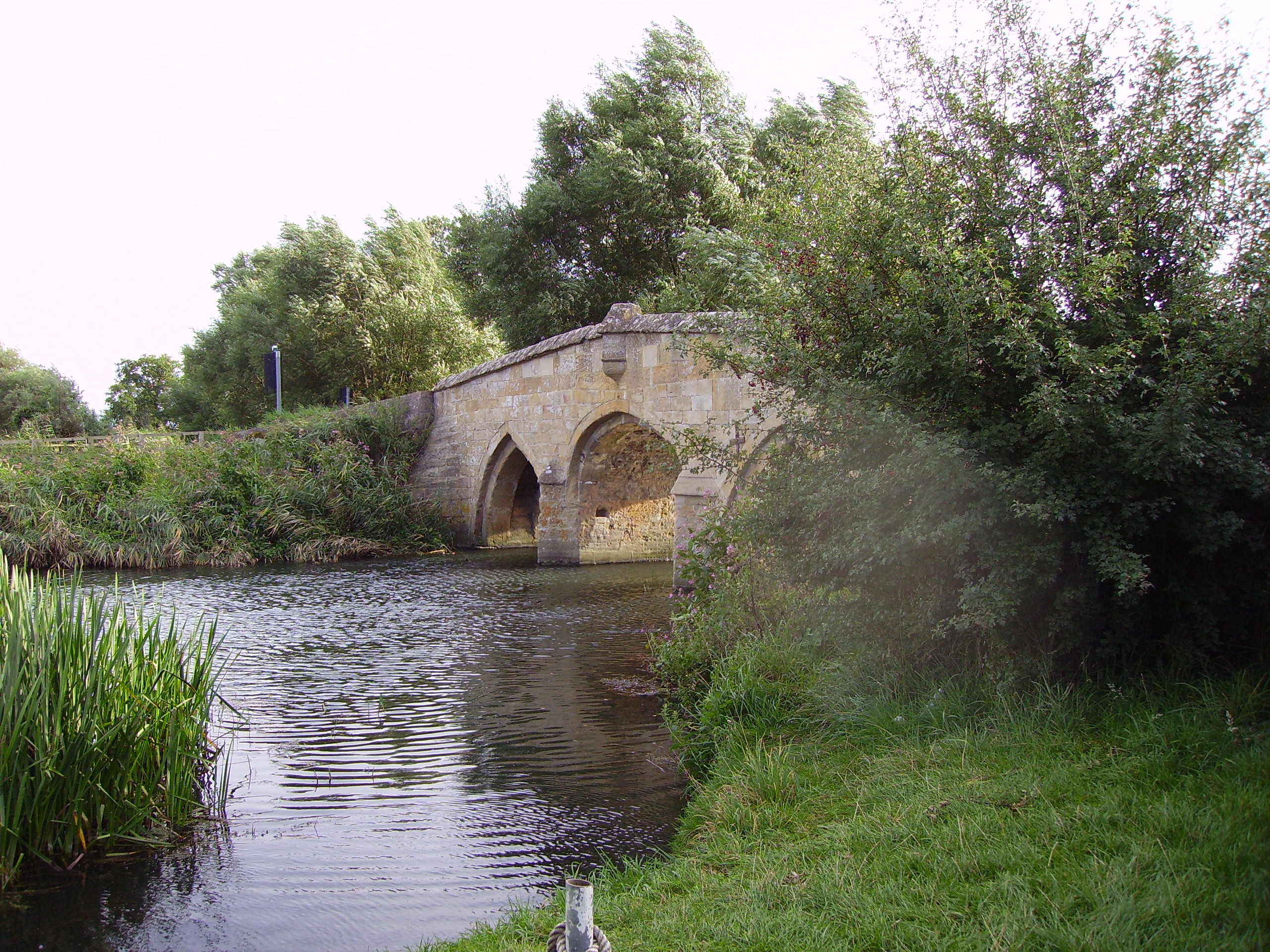
ラドコット・ブリッジ
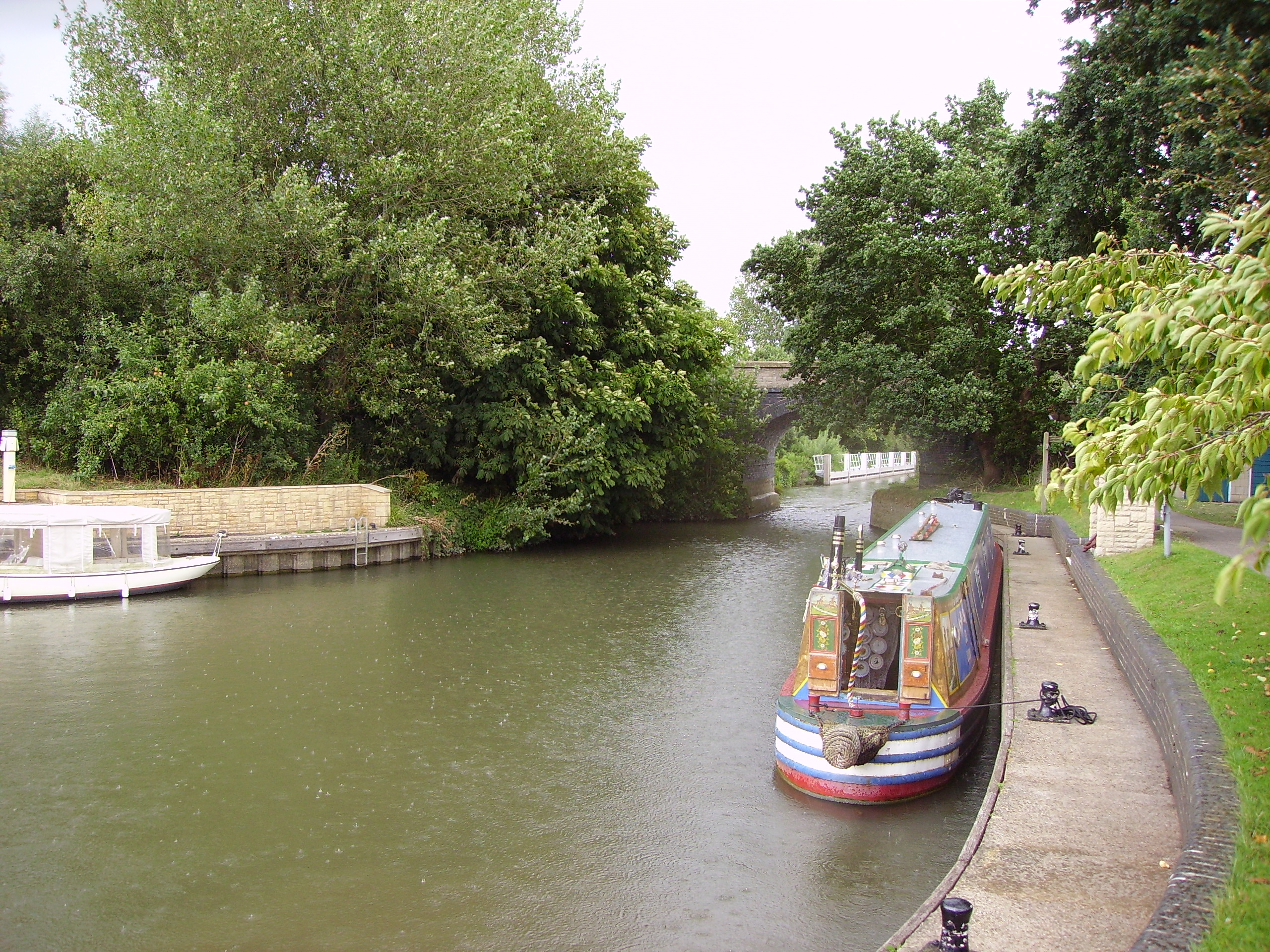
セント・ジョンズ・ブリッジ

| 横断施設                                                                                                  | 種類               | 座標 | 開通時期 | 注                                                                                             |
| --- | ------------------ | --- | -------- | ---------------------------------------------------------------------------------------------- |
| メドリー・フットブリッジ(Medley Footbridge)                                                               | 歩行者用の橋       | 北緯51度45分50秒 西経1度16分49秒 / 北緯51.76389度 西経1.28028度                                                                     | 1865     |                                                                                                |
| ゴッドストウ・ブリッジ(Godstow Bridge)                                                                    | 道路橋             | 北緯51度46分47秒 西経1度17分59秒 / 北緯51.77972度 西経1.29972度                                                                     | 1792     | これより前にあった橋は1645年に王党派により押さえられた。                                       |
| A34道路橋(A34 Road Bridge)                                                                                | 道路橋             | 北緯51度46分51秒 西経1度18分11秒 / 北緯51.78083度 西経1.30306度                                                                     | 1961     |                                                                                                |
| スウィンフォード有料橋(Swinford Toll Bridge)                                                              | 道路橋             | 北緯51度46分28秒 西経1度21分33秒 / 北緯51.77444度 西経1.35917度                                                                     | 1777     |                                                                                                |
| ピンクヒル閘門(Pinkhill Lock)                                                                             | 閘門と歩行者用の橋 | 北緯51度45分37秒 西経1度21分52秒 / 北緯51.76028度 西経1.36444度                                                                     |          |                                                                                                |
| ハーツ・ウェア・フットブリッジ(Hart's Weir Footbridge)                                                    | 歩行者用の橋       | 北緯51度42分24秒 西経1度23分36秒 / 北緯51.70667度 西経1.39333度                                                                     | 1879     |                                                                                                |
| ニューブリッジ(Newbridge)                                                                                 | 道路橋             | 北緯51度42分35秒 西経1度25分2秒 / 北緯51.70972度 西経1.41722度                                                                      | 1250     |                                                                                                |
| ダックスフォードの洗い越し(Duxford Ford)とシフフォード・ロック・カット(Shifford Lock Cut)のフットブリッジ | 浅瀬と歩行者用の橋 | 北緯51度41分55秒 西経1度27分58秒 / 北緯51.69861度 西経1.46611度 and 北緯51度42分18秒 西経1度28分14秒 / 北緯51.70500度 西経1.47056度 |          | 洗い越しは川の本流をシフフォード・ロック・カットで作られた島のほうへ渡る。歩行者用通路がある。 |
| テンフット・ブリッジ(Tenfoot Bridge)                                                                      | 歩行者用の橋       | 北緯51度41分38秒 西経1度29分23秒 / 北緯51.69389度 西経1.48972度                                                                     | 1869     |                                                                                                |
| タッドポール・ブリッジ(Tadpole Bridge)                                                                    | 道路橋             | 北緯51度42分5秒 西経1度31分2秒 / 北緯51.70139度 西経1.51722度                                                                       | 1784     |                                                                                                |
| ラシェイ閘門(Rushey Lock)                                                                                 | 閘門と歩行者用の橋 | 北緯51度41分54秒 西経1度32分4秒 / 北緯51.69833度 西経1.53444度                                                                      |          |                                                                                                |
| オールド・マンズ・ブリッジ(Old Man's Bridge)                                                              | 歩行者用の橋       | 北緯51度41分59秒 西経1度34分5秒 / 北緯51.69972度 西経1.56806度                                                                      | 1868     |                                                                                                |
| ラドコット・ブリッジ(Radcot Bridge)                                                                       | 道路橋             | 北緯51度41分36秒 西経1度35分19秒 / 北緯51.69333度 西経1.58861度                                                                     | 1787     |                                                                                                |
| イートン・フットブリッジ(Eaton Footbridge)                                                                | 歩行者用の橋       | 北緯51度41分6秒 西経1度38分41秒 / 北緯51.68500度 西経1.64472度                                                                      | 1936     |                                                                                                |
| バスコット閘門(Buscot Lock)                                                                               | 閘門と歩行者用の橋 | 北緯51度40分52秒 西経1度40分6秒 / 北緯51.68111度 西経1.66833度                                                                      |          |                                                                                                |
| ブルーマーズ・ホール・フットブリッジ(Bloomers Hole Footbridge)                                            | 歩行者用の橋       | 北緯51度41分15秒 西経1度40分31秒 / 北緯51.68750度 西経1.67528度                                                                     | 2000     |                                                                                                |
| セント・ジョンズ・ブリッジ(St. John's Bridge)                                                             | 道路橋             | 北緯51度41分22秒 西経1度40分44秒 / 北緯51.68944度 西経1.67889度                                                                     | 1886     |                                                                                                |
| ハーフペニー・ブリッジ(Halfpenny Bridge)                                                                  | 道路橋             | 北緯51度41分32秒 西経1度41分34秒 / 北緯51.69222度 西経1.69278度                                                                     | 1792     | テムズ川のうち、船が航行可能な区間の開始点                                                     |
| フットブリッジ                                                                                            | 歩行者用の橋       | 北緯51度41分18秒 西経1度42分16秒 / 北緯51.68833度 西経1.70444度                                                                     |          |                                                                                                |
| ハニントン・ブリッジ(Hannington Bridge)                                                                   | 道路橋             | 北緯51度39分48秒 西経1度44分57秒 / 北緯51.66333度 西経1.74917度                                                                     | 1841     |                                                                                                |
| キャッスル・イートン・ブリッジ(Castle Eaton Bridge)                                                       | 道路橋             | 北緯51度39分39秒 西経1度47分33秒 / 北緯51.66083度 西経1.79250度                                                                     | 1893     |                                                                                                |
| ウォーター・イートン・ハウス・ブリッジ(Water Eaton House Bridge)                                          | 歩行者用の橋       | 北緯51度38分39秒 西経1度49分21秒 / 北緯51.64417度 西経1.82250度                                                                     |          |                                                                                                |
| アイシー・フットブリッジ(Eysey Footbridge)                                                                | 歩行者用の橋       | 北緯51度38分43秒 西経1度50分18秒 / 北緯51.64528度 西経1.83833度                                                                     |          |                                                                                                |
| A419道路橋(A419 Road Bridge)                                                                              | 道路橋             | 北緯51度38分34秒 西経1度50分43秒 / 北緯51.64278度 西経1.84528度                                                                     | 1988     |                                                                                                |
| クリックレイド下水処理場橋(Cricklade Sewage Works bridge)                                                 | 道路橋             | 北緯51度38分36秒 西経1度51分5秒 / 北緯51.64333度 西経1.85139度                                                                      |          | 下水処理場に行く道路で、許可無く入れない。                                                     |
| クリックレイド・タウン・ブリッジ(Cricklade Town Bridge)                                                   | 道路橋             | 北緯51度38分40秒 西経1度51分17秒 / 北緯51.64444度 西経1.85472度                                                                     | 1852     |                                                                                                |

## クリックレイドから先
クリックレイド以降の橋についてはすべてをリストすることができない。アシュトン・キーンズにある私有地へのアクセスを確保したり、畑地をつないだりする小さな橋が多数あり、こうしたものが全て把握できているわけではない。また、名前がなかったり不明だったりするものがある。
| 横断施設 | 種類                   | 座標                                                            | 開通時期 | 注 |
| --- | ---------------------- | --------------------------------------------------------------- | --- | -- |
| フットブリッジ | 歩行者用の橋           | 北緯51度39分5秒 西経1度52分31秒 / 北緯51.65139度 西経1.87528度  | |    |
| ミッドランド・アンド・サウス・ウェスタン・ジャンクション鉄道橋(Midland and South Western Junction Railway bridge) | 歩行者及び自転車用の橋 | 北緯51度39分5秒 西経1度52分31秒 / 北緯51.65139度 西経1.87528度  | 以前は鉄道橋であった                                                                                             |    |
| ヘイルストン・ハウスのフットブリッジ                                                                              | 歩行者用の橋           | 北緯51度38分57秒 西経1度53分11秒 / 北緯51.64917度 西経1.88639度 | |    |
| マナー・ファーム・ブリッジ(Manor Farm bridge)                                                                     | 道路橋                 | 北緯51度38分24秒 西経1度54分10秒 / 北緯51.64000度 西経1.90278度 | ウォーターヘイのマナー・ファームの北                                                                             |    |
| ブルック・ファーム・ブリッジ                                                                                      | 道路橋                 | 北緯51度38分23秒 西経1度54分14秒 / 北緯51.63972度 西経1.90389度 | ウォーターヘイのブルック・ファームの北                                                                           |    |
| ウォーターヘイ・ブリッジ                                                                                          | 道路橋                 | 北緯51度38分17秒 西経1度54分53秒 / 北緯51.63806度 西経1.91472度 | |    |
| フットブリッジFootbridge                                                                                          | 歩行者用の橋           | 北緯51度38分20秒 西経1度55分25秒 / 北緯51.63889度 西経1.92361度 | |    |
| アシュトン・キーンズ、ハイ・ロードの橋                                                                            | 道路橋                 | 北緯51度38分25秒 西経1度55分51秒 / 北緯51.64028度 西経1.93083度 | |    |
| アシュトン・キーンズ、ザ・デリーの橋                                                                              | 道路橋                 | 北緯51度38分30秒 西経1度55分56秒 / 北緯51.64167度 西経1.93222度 | |    |
| アシュトン・キーンズ、ゴスディッチの橋                                                                            | 道路橋                 | 北緯51度38分42秒 西経1度56分7秒 / 北緯51.64500度 西経1.93528度  | |    |
| アシュトン・キーンズ、チャーチ・ウォークの橋                                                                      | 道路橋                 | 北緯51度38分48秒 西経1度56分10秒 / 北緯51.64667度 西経1.93611度 | |    |
| アシュトン・キーンズ、チャーチ・レインの橋                                                                        | 道路橋                 | 北緯51度38分48秒 西経1度56分14秒 / 北緯51.64667度 西経1.93722度 | |    |
| アシュトン・キーンズ、B4696の橋                                                                                   | 道路橋                 | 北緯51度38分46秒 西経1度56分31秒 / 北緯51.64611度 西経1.94194度 | |    |
| 橋 | 道路橋と歩行者用の橋   | 北緯51度38分46秒 西経1度56分56秒 / 北緯51.64611度 西経1.94889度 | |    |
| 橋 | 道路橋                 | 北緯51度38分43秒 西経1度57分38秒 / 北緯51.64528度 西経1.96056度 | |    |
| フットブリッジ | 歩行者用の橋           | 北緯51度38分48秒 西経1度57分46秒 / 北緯51.64667度 西経1.96278度 | |    |
| 橋 | 道路橋                 | 北緯51度38分51秒 西経1度57分58秒 / 北緯51.64750度 西経1.96611度 | |    |
| 橋 | 道路橋                 | 北緯51度38分52秒 西経1度58分2秒 / 北緯51.64778度 西経1.96722度  | |    |
| 橋 | 道路橋                 | 北緯51度38分54秒 西経1度58分8秒 / 北緯51.64833度 西経1.96889度  | |    |
| フットブリッジ | 歩行者用の橋           | 北緯51度38分59秒 西経1度58分17秒 / 北緯51.64972度 西経1.97139度 | |    |
| 橋 | 道路橋                 | 北緯51度39分2秒 西経1度58分24秒 / 北緯51.65056度 西経1.97333度  | |    |
| ネイ・ブリッジ(Neigh Bridge)                                                                                      | 道路橋                 | 北緯51度39分6秒 西経1度58分29秒 / 北緯51.65167度 西経1.97472度  | |    |
| ユーアン(Ewen)の南の橋                                                                                            | 道路橋                 | 北緯51度40分27秒 西経1度59分44秒 / 北緯51.67417度 西経1.99556度 | |    |
| ユーアンのパーカーズ・ブリッジ(Parker's Bridge)                                                                   | 道路橋                 | 北緯51度40分31秒 西経2度0分25秒 / 北緯51.67528度 西経2.00694度  | |    |
| A429道路橋 | 道路橋                 | 北緯51度40分47秒 西経2度0分53秒 / 北緯51.67972度 西経2.01472度  | 現在は閉鎖されている鉄道サイレンセスター支線の取り壊された橋で、道路上にある。ビーチング・アックスの遺産である。 |    |
| A433道路橋、ローマ街道であるフォッシー・ウェイ(Fosse Way)上                                                       | 道路橋                 | 北緯51度41分24秒 西経2度1分21秒 / 北緯51.69000度 西経2.02250度  | テムズ・ヘッドにある。                                                                                           |    |